# Vlakbank

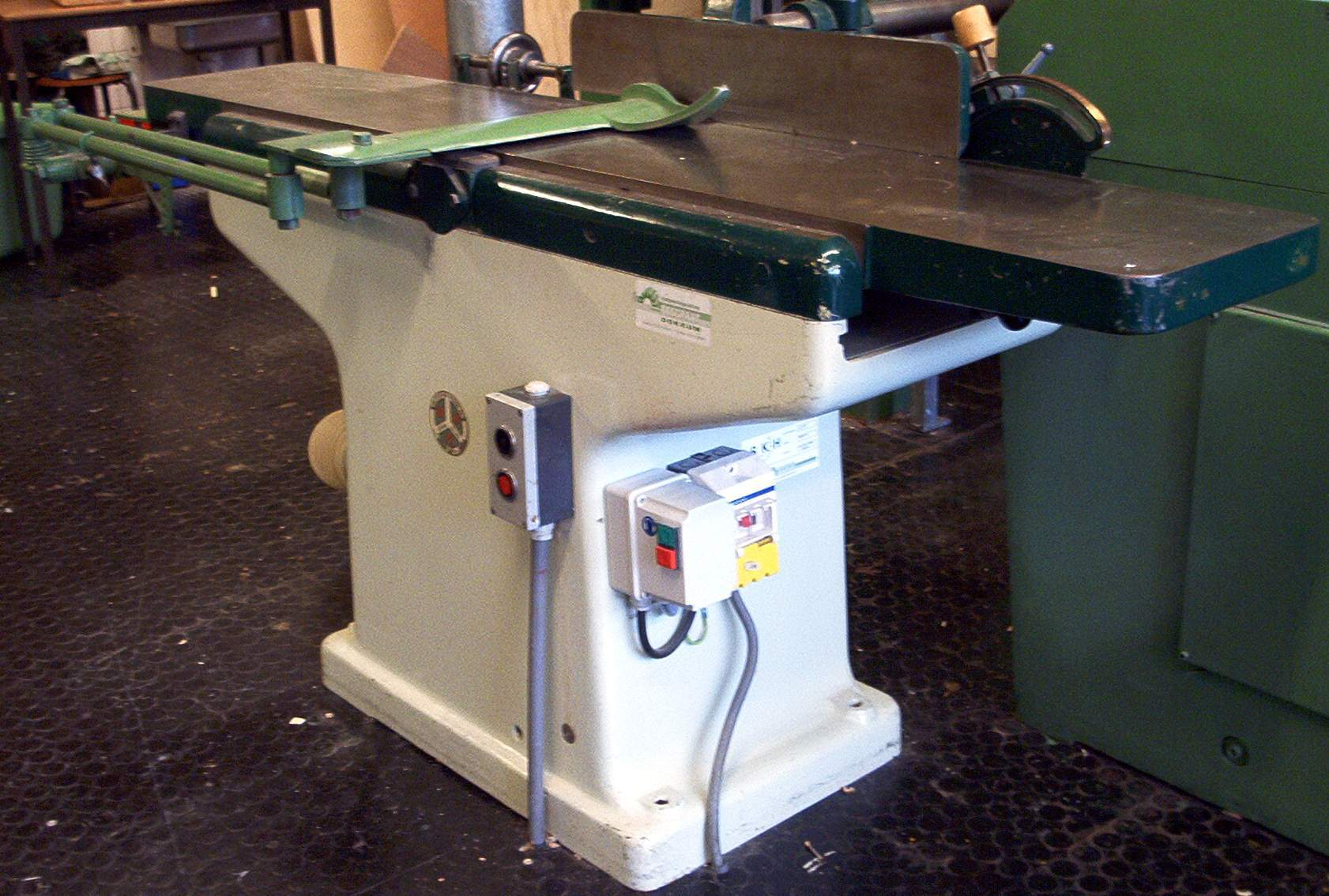
Vlakbank

Een vlakbank schematisch weergegeven. Aan de rechterzijde het aanvoerblad met de plank of balk die in het midden over de ronddraaiende beitelas wordt geschaafd. Aan de linkerzijde het afvoerblad

Een vlakbank is een door een elektromotor aangedreven schaafmachine waarmee planken en balken glad, vlak en haaks geschaafd worden.

## Constructie
Het schaafgedeelte bestaat (in bewerkingsvolgorde) uit een aanvoerblad, beitelas en afvoerblad. Op het aanvoerblad is meestal haaks op het blad, de geleider gemonteerd. Deze kan echter voor niet haaks schaafwerk onder een bepaalde hoek afgesteld worden en is ook in de breedte verstelbaar.  Dit alles is gemonteerd op een stalen onderstel, waarin de motor met poelie zich bevindt. Ook zit op de beitelas een poelie. De aandrijving van deze as gaat middels één of meer V-snaren. De aan- en afvoerbladen zijn verstelbaar in hoogte. Het afvoerblad dient zo te zijn afgesteld, dat het hout na geschaafd te zijn steun vindt op het blad. Het aanvoerblad is met een hendel te verstellen op de gewenste spaanafname. 

## Beveiliging en werken met de machine
De beitelspleet wordt afgeschermd door een beweegbare beveiliging, meestal de beveiliging met parallelgeleiding. Een metalen klep dekt de spleet af. Deze eindigt bij de geleider in een opgebogen stuk, het oploopstuk. Het te schaven hout wordt hieronder geduwd en tilt de klep omhoog, zodat het hout kan worden doorgevoerd om het vlak te schaven. Het opgebogen stuk wijkt in V-vorm af van de geleider. Door het hout in deze V-vorm te duwen wijkt de klep af en kan het hout langs de geleider doorgevoerd worden om het haaks te schaven. De motoren hebben meestal een vermogen van 1,5 kW tot 5,5 kW. Vlakbanken met motoren op hoog vermogen dienen vaak in twee etappes opgestart te worden (via de ster- naar driehoekschakeling).
De vlakbank staat nog bij veel bouwbedrijven en aannemers in de werkplaats. Ook in bedrijven voor houtbewerking, zoals timmerfabrieken en meubelmakerijen, en bij scholen waar houtbewerking gegeven wordt komen ze voor. Om het hout zuiver haaks aan alle vier de zijden te schaven worden vaak met de vlakbank twee zijden (één breedte- en één diktezijde) van het hout geschaafd, waarna met de vandiktebank de andere twee zijden worden gedaan. Bij een vlakvandiktebank zijn de vlak- en vandiktebank in dezelfde behuizing ondergebracht.
Buiten het schaven van de zijden van het hout wordt de vlakbank ook wel gebruikt om sponningen in het hout te maken. Als alternatief kan hiervoor ook een sponningschaaf worden gebruikt. 
Steeds meer wordt het hout geschaafd en geprofileerd met machines voorzien van meerdere schaafassen. Het hout wordt hiermee in één arbeidsgang bewerkt voor toepassing in het te maken product. Bijvoorbeeld: trappen, kozijnen, meubels en dergelijke. 